# Eilema grisea
Eilema grisea är en fjärilsart som beskrevs av Fuchs 1903. Eilema grisea ingår i släktet Eilema och familjen björnspinnare. Inga underarter finns listade i Catalogue of Life.